# Пругло Олег Євгенович
Олег Євгенович Пругло (нар. 15 квітня 1964, місто Донецьк Донецької області) — український діяч, перший заступник, заступник голови Полтавської обласної державної адміністрації. Виконувач обов'язків голови Полтавської обласної державної адміністрації (2014 рік і з 14 червня по 11 листопада 2019). Член ВО «Батьківщина».

## Біографія
У серпні 1981 — липні 1985 року — курсант Донецького вищого військово-політичного училища інженерних військ та військ зв'язку. Офіцер з вищою військово-політичною освітою, учитель історії і суспільствознавства.
У липні 1985 — січні 1999 року — служба у Радянській армії та Збройних силах України. У травні 1986 року брав участь у ліквідації аварії на ЧАЕС.
З 1991 року шість разів обирався депутатом Октябрської районної в місті Полтаві ради.
У січні 1999 — вересні 2001 року — пенсіонер Збройних сил.
У 2000 році закінчив Полтавський кооперативний інститут за спеціальністю економіст-фінансист.
У вересні 2001 — 2006 року — заступник голови, у 2006—2010 роках — голова, у 2010 — вересні 2011 року — заступник голови Октябрської районної ради міста Полтави.
У вересні 2011 — травні 2014 року — пенсіонер Збройних сил.
У травні 2014 — квітні 2015 року — 1-й заступник голови Полтавської обласної державної адміністрації.
18 листопада — 26 грудня 2014 року — виконувач обов'язків голови Полтавської обласної державної адміністрації.
З квітня 2015 року — заступник голови Полтавської обласної державної адміністрації.
З 14 червня по 11 листопада 2019 року — тимчасовий виконувач обов'язків голови Полтавської обласної державної адміністрації.

## Родина
Одружений, має сина.